# Anurophorus clavipilus
Anurophorus clavipilus är en urinsektsart som beskrevs av Stach 1947. Anurophorus clavipilus ingår i släktet Anurophorus och familjen Isotomidae. Inga underarter finns listade i Catalogue of Life.